# Indiánökörszem
Az indiánökörszem (Troglodytes aedon) a madarak osztályának verébalakúak (Passeriformes) rendjébe és az ökörszemfélék (Troglodytidae) családjába tartozó faj.

## Rendszerezése
A fajt Louis Pierre Vieillot francia ornitológus írta le 1809-ben.

## Alfajai
- Troglodytes aedon aedon (Vieillot, 1809) - Kanada délkeleti része és az Amerikai Egyesült Államok keleti része
- Troglodytes aedon parkmanii (Audubon, 1839) - Kanada délnyugati része, az Amerikai Egyesült Államok nyugati része és észak-Mexikó
- Troglodytes aedon cahooni - Arizona délkeleti része és onnan délre egészen Mexikó középső részéig
- Troglodytes aedon brunneicollis - közép- és dél-Mexikó
- Troglodytes aedon nitidus - a Zempoaltepec-hegység (Mexikó déli részén)
- Troglodytes aedon peninsularis - a Yucatán-félsziget
- Troglodytes aedon intermedius - Mexikó déli része, Guatemala, Belize, Salvador, Honduras, Nicaragua és Costa Rica északi és középső része
- Troglodytes aedon inquietus - Costa Rica délnyugati része és kelet-Panama
- Troglodytes aedon carychrous - a Coiba-sziget
- Troglodytes aedon pallidipes - a Gyöngy-szigetek (Panama csendes-óceáni partvidéke mentén)
- Troglodytes aedon atopus - Kolumbia északi része
- Troglodytes aedon effutitus - La Guajira megye (Kolumbia legészakibb részén)
- Troglodytes aedon albicans - Kolumbia délnyugati része és nyugat-Ecuador
- Troglodytes aedon striatulus - Kolumbia nyugati és középső része és Venezuela északnyugati része
- Troglodytes aedon columbae - Kolumbia keleti része és Venezuela nyugati része
- Troglodytes aedon clarus - Venezuela (kivéve a nyugati területeket), Guyana, Suriname, Francia Guyana, Trinidad, Peru északnyugati része és nyugat-Brazília
- Troglodytes aedon audax - nyugat-Peru
- Troglodytes aedon carabayae - közép- és dél-Peru
- Troglodytes aedon puna - délkelet-Peru és északnyugat-Bolívia
- Troglodytes aedon rex - Bolívia középső része, Argentína északi része és nyugat-Paraguay
- Troglodytes aedon bonariae - Brazília délkeleti része, Uruguay és Argentína északkeleti része
- Troglodytes aedon tecellatus - Peru délnyugati része és észak-Chile
- Troglodytes aedon atacamensis - Chile északi és középső része
- Troglodytes aedon chilensis - Chile déli része és Argentína déli része
- Troglodytes aedon guadeloupensis - Guadeloupe, feltehetően kihalt alfaj 1973 óta nincs megfigyelt adata
- Troglodytes aedon rufescens - Dominikai Közösség
- Troglodytes aedon martinicensis - Martinique, 1900-ban kihalt
- Troglodytes aedon mesoleucus - Saint Lucia
- Troglodytes aedon musicus - Saint Vincent
- Troglodytes aedon grenadensis - Grenada
- Troglodytes aedon tobagensis - Tobago

Két volt alfaját leválasztották, a Cozumel-szigeti ökörszem (Troglodytes musculus) (Troglodytes aedon musculus) (mely a a Cozumel-szigeten él) és a Troglodytes beani (Troglodytes aedon beani) (mely Brazília középső és keleti részén, Argentína északkeleti részén és kelet-Paraguayban él) néven.
A Karib-tengeri szigeteken élő alfajok esetén további vizsgálatok szükségesek, hogy tisztázzák pontos rendszertani helyüket, várhatóan több alfajt le fognak választani közülük és önálló fajjá fogják nyilvánítani őket.
Korábban a Socorrói ökörszem (Troglodytes sissonii), a Clarion-szigeti ökörszem (Troglodytes tanneri) és a falklandi ökörszem (Troglodytes cobbi) is e faj alfajaként volt besorolva. Az első kettő a Revillagigedo-szigetek egy-egy szigetén (Clarión és Socorro) endemikus faj, míg az utolsó a Falkland-szigeteken őshonos faj.

## Előfordulása
Kanada, az Amerikai Egyesült Államok, Mexikó, Belize, Costa Rica, Guatemala, Honduras, Nicaragua, Panama, Salvador, a Dominikai Közösség, Grenada, Guadeloupe, Martinique, Saint Lucia, Saint Vincent és a Grenadine-szigetek, Trinidad és Tobago, valamint Argentína, Bolívia, Brazília, Chile, Ecuador, Francia Guyana, Guyana, Kolumbia, Paraguay, Peru, Suriname, Uruguay és Venezuela területén honos. Kóborlóként eljut Saint-Pierre és Miquelonba is.
Természetes élőhelyei a mérsékelt övi erdők, szubtrópusi és trópusi száraz erdők, száraz szavannák és bokrosok, valamint másodlagos erdők, szántóföldek, ültetvények, vidéki kertek és városi környezet. Vonuló faj.

## Megjelenése
Testhossza 13 centiméter.
|  |

## Életmódja
Rovarokkal táplálkozik, melyet az aljnövényzet között keresgél.

## Szaporodása
Fészekalja 4-6 tojásból áll, melyen 12 napig kotlik.

## Természetvédelmi helyzete
Az elterjedési területe rendkívül nagy, egyedszáma pedig növekszik. A Természetvédelmi Világszövetség Vörös listáján nem fenyegetett fajként szerepel.